# Lijst van gebouwen aan de Zwanenburgwal
De gebouwen aan de Zwanenburgwal in Amsterdam-Centrum dateren uit verschillende eeuwen en kennen een variëteit in bouwstijlen. Het grootste gebouw aan de Zwanenburgwal is de Stopera, dat gevestigd is aan Amstel 1-3 en haar zijgevel heeft aan een deel van de Zwanenburgwal.

## Oneven huisnummers
De Zwanenburgwal oneven zijde kent slechts vijf huisnummers te weten 3, 5, 7, 9 en 15.
| Object                              | Monumentenstatus                    | Omschrijving | Afbeelding |
| ----------------------------------- | ----------------------------------- | --- | ---------- |
| Zwanenburgwal 3-9 Jodenbreestraat 2 | Gemeentelijk monument nummer 200629 | Het gebouw uit 1889 is ontworpen door architect Jan Lenderink (1845-) is opgetrokken is een eclectische bouwstijl van eind 19e eeuw. Het gebouw is hier een van de weinige gebouwen die overgebleven zijn uit de 19e eeuw. Bijzonderheid is dat de gevel aan de Zwanenburgerwal vermeldt 1889 Anno 5649, respectievelijk christelijke als joodse jaartelling. |            |
| Zwanenburgwal 15                    | geen                                | Maakt deel uit van het Stoperagebouw, dat haar ingang elders heeft |            |

## Even huisnummers
De huisnummers aan de even zijde lopen sterk op; veel zijn echter alleen bestemd voor een appartement in een groter geheel.
| Object                                         | Monumentenstatus                                    | Omschrijving | Afbeelding |
| ---------------------------------------------- | --------------------------------------------------- | --- | ---------- |
| Zwanenburgwal 2                                | geen                                                | Maakt deel uit van het Pentagon uit circa 1984 |            |
| Raamgracht                                     | geen                                                | Theo Boschbrug |            |
| Zwanenburgwal Hoek Raamgracht                  | geen                                                | Hoekhuis |            |
| Zwanenburgwal 8-14                             | rijksmonument 6577 sinds 27 oktober 1970            | Pand met klokgevel uit 18e eeuw |            |
| Zwanenburgwal 20                               | geen                                                | Moderne architectuur uit 1990; loopt door tot in de Verversstraat |            |
| Zwanenburgwal Achtergevel gebouw Verversstraat | geen                                                | Modern gebouw draagt wel in de gevel Anno 1761 |            |
| Zwanenburgwal 34-40                            | rijksmonument 6578 sinds 27 oktober 1970            | Gebouw met een 19e-eeuwse gevel en 18e-eeuwse verhoogde lijst |            |
| Zwanenburgwal 44                               | geen                                                | Woonschip |            |
| Zwanenburgwal 50-60 Verversstraat 27           | geen                                                | In 1936 opgetrokken pakhuis naar ontwerp van Godefridus Maria Leeuwenberg (1899-1967) en A. van Opstal bedoeld voor opslag van de firma Leeuwenberg Zonen's IJzerhandel, gevestigd aan de Groenburgwal. Het werd 23 meter hoog en kreeg vloeren van gewapend beton. De eigenaren wilden het gebouw afbreken en er een hotel laten bouwen, buurtbewoners en krakers protesteerden. Het werd intensief gerenoveerd in 1988 waarbij uitpandige isolatie werd toegepast in geel, oranje en paars. Het is in 2020 het hoogste gebouw aan deze kant van de gracht. De oude huisnummers 38-40 zijn onuitwisbaar in de gevel gefreesd                                                                              |            |
| Zwanenburgwal 72-82                            | rijksmonument 6579 sinds 27 oktober 1970            | Gebouw met twee naast elkaar gelegen panden met een gezamenlijke halsgevel met fronton |            |
| Zwanenburgwal 84-94                            | rijksmonument 6580 sinds 27 oktober 1970            | twee huizen achter gezamenlijke 18e-eeuwse gevel |            |
| Zwanenburgwal 96-100                           | rijksmonument 6581 sinds 27 oktober 1970            | Pand met gevel onder rechte lijst gedragen door consoles (18e eeuw) |            |
| Zwanenburgwal 102                              | rijksmonument 6582 sinds 27 oktober 1970            | 17e-eeuws gebouw met gevel onder een rechte lijst uit de 19e eeuw; roedenverdeling binnen vensters volgens emirestijl (gebouw rechts op de foto) |            |
| Zwanenburgwal 104-116                          | geen                                                | Nieuwbouw uit periode 1982/1985 naar ontwerp van Paul de Ley (gebouw links op de foto) |            |
| Zwanenburgwal 118-154                          | geen                                                | Gebouw met drie lagen. Eerste gebouw met naam De Son was kleiner en in gebruik bij de IJzerhandel S. Weening. In 1929 werd over het oorspronkelijk gebouw een nieuwe neergezet naar ontwerp van architect J.B. van Loghem. Nadat de firma Weening het gebouw verliet kende het een slechte periode; het kwam in 1970 in handen van de gemeente Amsterdam, die het onderstuk gebruikte als werkplaats; de bovenverdiepingen werden gekraakt. In 1980 grove verbouwing tot appartementencomplex waarbij de gevels werden voorzien van uitpandige isolatie naar ontwerp van Willem van Gils. Heeft een gevelsteen met de tekst: In de vergulde son. Oorspronkelijk adres Zwanenburgwal 54-56/Verversstraat 19 |            |
| Zwanenburgwal 156                              | geen                                                | Woonschip |            |
| Zwanenburgwal 158                              | geen                                                | Nieuwbouw uit periode 1982/1985 naar ontwerp van Paul de Ley. Het gebouw is een poortgebouw (links op foto) naar het Bianca Castafioreplein |            |
| Zwanenburgwal 160-166                          | geen                                                | Donkere gebouw van de foto |            |
| Zwanenburgwal 168                              | geen                                                | Nieuwbouw uit periode 1982/1985 naar ontwerp van Paul de Ley |            |
| Zwanenburgwal 170-178                          | rijksmonument 6583 sinds 22 oktober 1974            | Gebouw met gevel onder een recht gesneden lijst gedragen door consoles |            |
| Zwanenburgwal 180                              | geen                                                | Woonschip |            |
| Zwanenburgwal 182                              | geen                                                | Woonschip De Wiekslag |            |
| Zwanenburgwal Ververstraat 184-204             | geen                                                | Nieuwbouw uit periode 1982/1985 naar ontwerp van Paul de Ley (gebouw rechts op foto) |            |
| Zwanenburgwal 206                              | geen                                                | Gebouw links op foto |            |
| Zwanenburgwal 218-230 Staalstraat 21           | geen                                                | Nieuwbouw uit periode 1982/1985 naar ontwerp van Paul de Ley en Fenna Oorthuys. Een combinatie van ronde gebouwvormen en raamstroken, dat terugvoert op de Amsterdamse Schoolstijl; glasoppervlakten zijn echter groter. Maakt deel uit van meerdere nieuwbouwpanden aan de gracht van De Ley, die hier gaten in de 19e-eeuwse bebouwing moest opvullen binnen de sociale woningbouw. Ten opzichte van de omgeving valt bovendien het pastelkleurige pleisterwerk op. Nummer 24 uit de brochure Post '65 Architectuur 1966-1990 in Amsterdam van Erfgoedvereniging Heemschut (2019) |            |
| Ingang Staalstraat                             |                                                     | |            |
| Zwanenburgwal 232-250                          | geen                                                | |            |
| Zwanenburgwal 252-258                          | geen                                                | |            |
| Zwanenburgwal 242                              | geen                                                | woonschip |            |
| Zwanenburgwal 260-266                          | geen                                                | Gebouw met struikelstenen voor de deur |            |
| Zwanenburgwal 272-274                          | gemeentelijk monument 200384 sinds 14 februari 1980 | Gebouw met struikelstenen voor de deur en "eerstesteenlegging" en "laatste steenlegging" in mei 2010 in verband met grote verbouwing |            |
| Zwanenburgwal 278-284                          | gemeentelijk monument 200385 sinds 14 februari 1980 | Pand uit circa 1905 ontworpen door architect J.R. Beuijssen (Joseph Reinier Beijssen, geboren te Boxmeer 22 februari 1848) en "eerstesteenlegging" |            |
| Zwanenburgwal 286-290                          | rijksmonument 6585 sinds 27 oktober 1970            | Pand met klokgevel uit de 18e eeuw |            |
| Zwanenburgwal 294-296                          | rijksmonument 6586 sinds 27 oktober 1970            | Pand met gevel uit de 18e eeuw onder een rechte lijst |            |
| Zwanenburgwal 300                              | geen                                                | woonschip |            |
| hoek Staalkade                                 | rijksmonument 5667 sinds 6 oktober 1970             | Hoekhuis uit 17e of 18e eeuw met gepleisterde gevels. Het geheel staat onder een schilddak. De daklijst komt uit de 19e eeuw. Pothuis langs de gevel aan de Zwanenburgwal |            |

Centrum:
Achtergracht ·
Amstel ·
Begijnhof ·
Binnenkant ·
Bloemgracht ·
Bloemstraat ·
Brouwersgracht ·
Damrak ·
Eerste Weteringdwarsstraat ·
Egelantiersgracht ·
Entrepotdok ·
Geldersekade ·
Groenburgwal ·
Haarlemmerdijk ·
Haarlemmerstraat ·
Halvemaansteeg ·
Hartenstraat ·
Heiligeweg ·
Herengracht 
(Noordwest ·
Zuidwest ·
Zuid) ·
Herenstraat ·
Hoogte Kadijk ·
Kalverstraat ·
Keizersgracht
(Noordwest ·
Zuidwest ·
Zuid) ·
Kerkstraat ·
Kloveniersburgwal ·
Kromboomssloot ·
Kromme Waal ·
Lange Leidsedwarsstraat ·
Lange Niezel ·
Langestraat ·
Lauriergracht ·
Laurierstraat ·
Leidsegracht ·
Leidsestraat ·
Leliegracht ·
Lijnbaansgracht ·
Lindengracht ·
Muntplein ·
Nieuwe Herengracht ·
Nieuwe Keizersgracht ·
Nieuwe Leliestraat ·
Nieuwe Looiersstraat ·
Nieuwendijk ·
Nieuwezijds Voorburgwal ·
Nieuwmarkt ·
Noordermarkt ·
Noorderstraat ·
Oude Waal ·
Oudebrugsteeg ·
Oudekerksplein ·
Oudeschans ·
Oudezijds Achterburgwal ·
Oudezijds Voorburgwal ·
Prins Hendrikkade ·
Prinseneiland ·
Prinsengracht
(Noordwest ·
Zuidwest ·
Zuid) ·
Rechtboomssloot ·
Reguliersbreestraat ·
Reguliersdwarsstraat ·
Reguliersgracht ·
Rembrandtplein ·
Rokin ·
Rozengracht ·
Singel 
(Noord ·
Zuid) ·
Spuistraat ·
Tuinstraat ·
Tweede Weteringdwarsstraat ·
Utrechtsedwarsstraat ·
Utrechtsestraat ·
Vijzelgracht ·
Warmoesstraat ·
Westerstraat ·
Zeedijk ·
Zwanenburgwal
Buurten in het Centrum:
Burgwallen-Nieuwe Zijde ·
Burgwallen-Oude Zijde ·
Grachtengordel ·
Haarlemmerbuurt ·
Jordaan ·
Nieuwmarkt en Lastage ·
Weesperbuurt en Plantage ·
Oostelijke Eilanden en Kadijken ·
De Weteringschans
Buiten het Centrum:
Nieuw-West ·
Noord (Durgerdam · Holysloot · Ransdorp · Zunderdorp) · 
Oost · 
West · 
Zuid · 
Zuidoost · 
Weesp